# Bojker

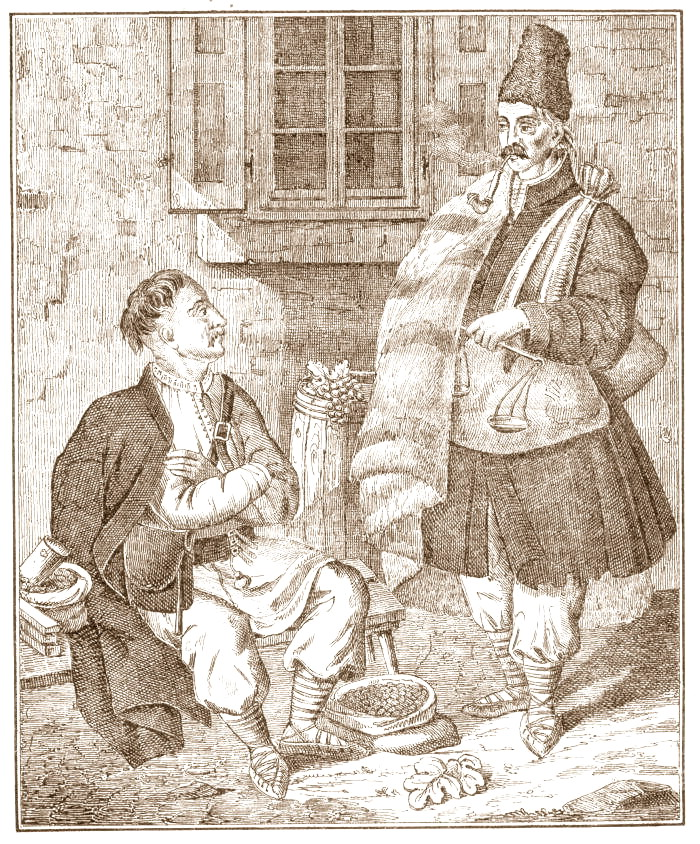
Bojker i Galizien, Litografi från 1837

I de skogklädda Västkarpaterna på gränsen mellan Polen, Slovakien och Ukraina ligger bojkernas hemtrakter. 
Bojkerna har huzulerna som grannar i öst. Deras traditionella boplatser, Bojkivsjtjina, ligger öster om floden San mellan städerna Stryj och Sambor i Ukraina. Huvudort är den lilla staden Verchnje Synovydne. 
I reseguider från 1900-talets början uppges omkring 100 000 bojker ha levt i 140 byar. Hur många av dessa som lyckats behålla sin identitet under 45 år av kommunistiskt förtryck och kunnat undgå att ukrainiseras är ännu för tidigt att säga. Området har många skidbackar och vandringsleder som attraktioner; mineralvattenkällor, sanatorier och kurorter. Den mest kända av dessa, Truskavec, var välbesökt redan under den habsburgska tiden före första världskriget och byggdes ut under den sovjetiska epoken. Endast några kilometer därifrån ligger dock vad som kallas "det galiziska helvetet", oljefälten runt Boryslav. 

## Ursprung

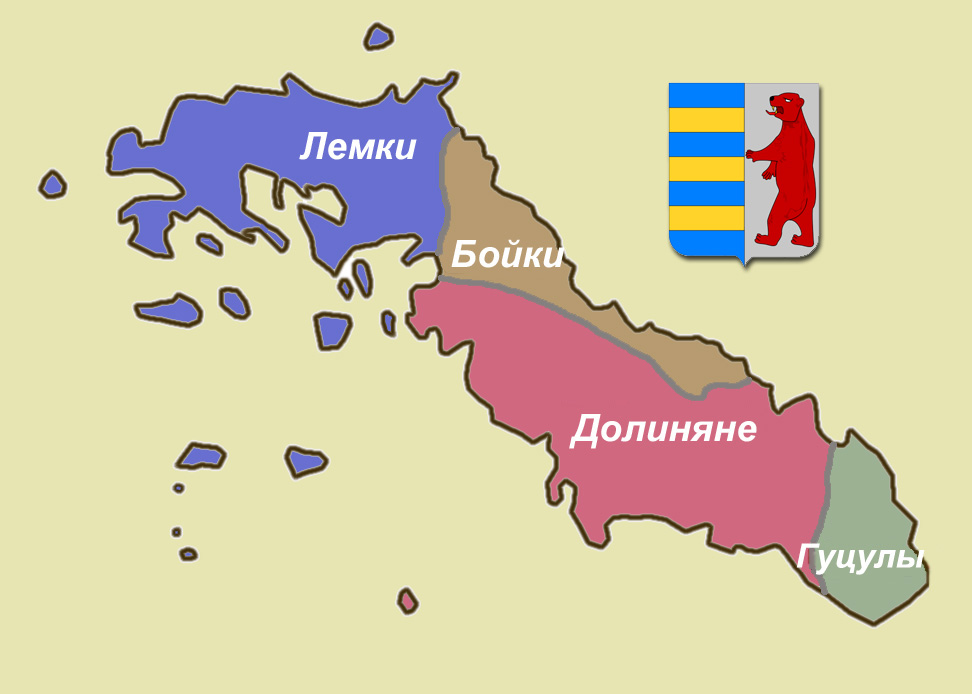
Etnisk karta över de små folken i Karpaterna. Lemkernas bosättningsområde markeras med blått, bojkernas med brunt, dolinianernas med rosa och huzulernas med klargrönt.

Deras språk är en karpato-ukrainsk dialekt. Själva kallar de sig även "werchowynci", närmast "fäbodsfolk". Enligt en teori skulle de vara efterkommande till tatariska och turkiska krigsfångar, som den polske kungen på 1600-talet lät bosätta sig i dessa otillgängliga trakter. Ett möjligt tatariskt ursprung antyds bl.a. av en mörk hudfärg och lätt sneda ögon. Mera fantasifulla forskare har sökte deras ursprung hos de keltiska boierna och hävdat att dessa skulle ha slagit sig ned i Karpaterna efter att de blivit slavoniserade. Själva hävdar de att namnet "bojko" kan härledes från "bojkij" som betyder vig och modig, något som bojkerna påstår motsvarar deras impulsiva kynne.

## Klädsel
Bojkernas traditionella dräkt består av gråvita, snäva byxor, en broderad skjorta och jackor med blå applikationsmönster i hemvävd filt, sandaler och lindade ben samt sommar som vinter en lång ullpäls. Kvinnorna bär än idag vid högtidliga tillfällen broderade linnen med röda eller blå förkläden.

## Näringsliv
Boskapsskötsel och åkerbruk har varit de traditionella näringarna, men bojkerna skulle även kunna betecknas som Karpaternas knallar. Förutom att bedriva gårdfarihandel sålde de i kooperativ verksamhet under 1800-talets sista decennier vindruvor, plommon, nötter och kastanjer, som först hämtats i Ungern, på marknader i Rumänien, Sydryssland och i ryska Polen. Författaren Iwan Franko, som 1904 begav sig på vad han kallade en "etnologisk expedition till Bojkenland", skrev att de bojkiska frukthandlarna var organiserade i urkommunistiska former, ett system som levde kvar i bondbyarna. Han beskriver också hur den nya tiden i form av sågverk drog in i bojkernas land, i en fridfull miljö som tidigare bara störts av ljudet från herdarnas valthorn.